# Julius von Jobst

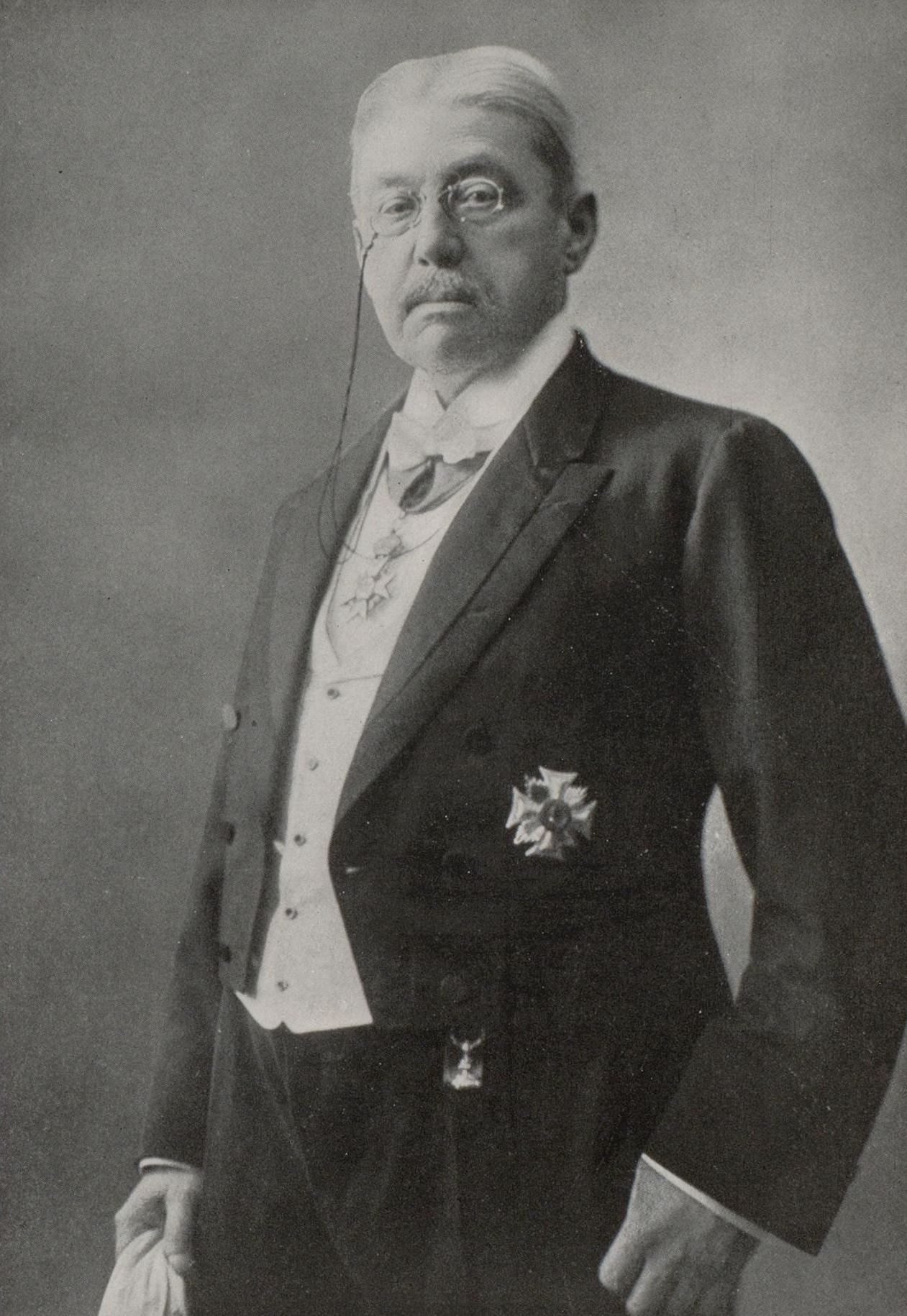
Julius von Jobst

Julius Jobst, ab 1881 von Jobst, (* 19. Juli 1839 in Stuttgart; † 22. September 1920 ebenda; vollständiger Name: Friedrich Heinrich Carl Julius von Jobst) war ein deutscher Chemiker, Unternehmer und Förderer der Neckarschifffahrt.

## Leben
Nach dem Besuch des Gymnasiums in Stuttgart studierte Julius Jobst am Polytechnikum Stuttgart Physik, Chemie und Mineralogie, daneben war er im Unternehmen seiner Familie als Laborant tätig. Nach dem Tod seines Vaters Friedrich Jobst jun. (1814–1858) und seines Großvaters Friedrich Jobst sen. (1786–1859) gründete er 1859 die Chininfabrik Jobst in Stuttgart. 1864 baute er in Feuerbach eine weitere Fabrik zur Produktion von Chininpräparaten und Opium-Alkaloiden. Julius Jobst war ein Neffe von Karl Jobst (1816–1896), mit dem zusammen er ab 1865 die Gesamtfabrik leitete. 1868 gründete er ein Zweiggeschäft in Mailand. 1887 nach der Fusion mit dem Unternehmen Vereinigte Chininfabriken Zimmer & Cie. (Frankfurt am Main) wurde er Vorstand des Gesamtunternehmens. Von 1879 bis 1896 war er Präsident der Handelskammer Stuttgart.
Julius von Jobsts Interesse galt unter anderem dem Ausbau der Wasserstraßen in Süddeutschland. So gründete er mit Albert Brinzinger 1897 das Komitee zur Hebung der Neckarschifffahrt, das ab 1903 als Neckar-Donau-Kanal-Komitee weiterbestand, und gehörte dem Vorstand des 1916 gegründeten Südwestdeutschen Kanalvereins an, der ebenfalls eine Verbindung von Rhein und Donau über den Neckar anstrebte.
Julius von Jobst stiftete zum Andenken an seine Frau Mathilde die evangelische Gedächtniskirche in Stuttgart, Hölderlinstraße 14. Die Kirche wurde nach Plänen des Architekten Robert von Reinhardt von 1896 bis 1899 errichtet, am 3. April 1899 eingeweiht und im Zweiten Weltkrieg schwer beschädigt. Der Wiederaufbau erfolgte von 1954 bis 1957 nach Plänen von Helmut Erdle. Der alte Kirchturm wurde in die Planung einbezogen, aber mit einer neuen Klinkerfassade ummantelt.
Von 1907 bis 1912 war Julius von Jobst Mitglied der Ersten Kammer des württembergischen Landtags.
1919 veröffentlichte Julius von Jobst seine Lebenserinnerungen unter dem Titel „Jobst Arzneimittelfabrik“.
Julius von Jobst wurde auf dem Fangelsbachfriedhof bestattet.

## Auszeichnungen
- 1877: Ehrendoktorwürde der Eberhard-Karls-Universität Tübingen (als Dr. rer. nat. h. c.)
- 1881: Verleihung des Ehrentitels Geheimer Hofrat
- 1881: Verleihung des Ehrenkreuzes des Ordens der Württembergischen Krone, verbunden mit dem persönlichen Adelstitel
- vor 1887: Ritterkreuz 1. Klasse des württembergischen Friedrichs-Ordens
- 1892: Berufung zum Mitglied der Gelehrtengesellschaft Leopoldina
- 1896: Ernennung zum Ehrenvorsitzenden der Handelskammer Stuttgart
- 1896: Verleihung des Komturkreuzes des Ordens der Württembergischen Krone[9]
- 1914: Verleihung des Titels Exzellenz auf der zweiten Rangstufe